# Hội nghị Liên bang Đức
Hội nghị Liên bang Đức (tiếng Đức: Bundesversammlung) là cơ quan đặc biệt trong Hiến pháp trong hệ thống chính trị và liên bang Đức, được thành lập với mục đích duy nhất là bầu Tổng thống và được lập 5 năm 1 lần, trong vòng 30 ngày trước khi kết thúc nhiệm kỳ của Tổng thống. Hội nghị Liên bang bao gồm thành viên của hạ viện và cơ quan lập pháp 16 bang của Đức.
Luật cơ bản Liên bang Đức quy định tối đa 3 vòng bầu cử Tổng thống. Trong 2 vòng đầu, số phiếu của ứng viên Tổng thống phải chiếm tuyệt đối, nếu không có ứng viên nào chiếm tuyệt đối sẽ tổ chức lần thứ 3 với ứng viên có số phiếu chiếm đa số. Bất kỳ đại biểu nào cũng có thể đề cử ứng viên; nhóm trong hạ viện cũng có thể giới thiệu ứng viên và có thể thông qua sự đồng thuận người được đảng đa số ủng hộ.

## Triệu tập Hội nghị Liên bang
Theo điều 54 Hiến pháp Cộng hòa Liên bang Đức quy định:
Hội nghị Liên bang sẽ họp không muộn hơn 30 ngày trước khi hết nhiệm kỳ của Tổng thống, trong trường hợp kết thúc sớm không muộn hơn 30 ngày sau ngày đó. Hội nghị sẽ được triệu tập bởi Chủ tịch Hạ viện.

## Thành viên
Thành viên trong Bundesversammlung phân nửa là thành viên trong Hạ viện và nửa còn lại do cơ quan lập pháp các tiểu bang đề cử, tỉ lệ theo số dân các tiểu bang. Các đại biểu không nhất thiết phải là chính trị gia có thể là người nổi tiếng, hay nổi bật trong xã hội được các tiểu bang để cử, mặc dù các tiểu bang thường bầu các chính trị gia, hay các quan chức trong tiểu bang. Các đại biểu được quyền miễn truy tố trong thời gian bầu Tổng thống. 

## Nhiệm kỳ
Với vai trò chỉ bầu Tổng thống nên quyền lực của Hội nghị Liên bang rất hạn chế, chỉ được thành lập khi Tổng thống sắp mãn nhiệm. Và kết thúc khi hoàn tất công việc bầu cử.
Hội nghị Liên bang được chủ trì bởi Chủ tịch Hạ viện (hoặc các Phó chủ tịch nếu ứng viên Tổng thống là Chủ tịch -như trường hợp của Karl Carstens năm 1979) và bị giải tán khi Tổng thống đắc cử tuyên bố giải tán Hội nghị Liên bang (tuy nhiên chưa Tổng thống đắc cử nào làm vậy).

## Lịch sử
Từ năm 1979, Hội nghị Liên bang thường được tổ chức ngày 23/5, ngày Hiến pháp và thành lập Cộng hòa Liên bang Đức. Điều này chỉ thay đổi khi 2 tổng thống Horst Koehler và Christian Wulff từ chức.
Hội nghị Liên bang lần đầu được tổ chức tại Bonn thủ đô theo Hiến pháp của Cộng hòa Liên bang Đức (1949-1990), Hội nghị lần thứ 2 được tổ chức tại Berlin và bị Liên Xô kịch liệt phản đối vì điều này phá bỏ hiệp ước 4 bên giữa Liên Xô, Hoa Kỳ, Anh và Pháp trong việc quản lý thành phố. Đại diện của Cộng hòa Liên bang Đức nói để thể hiện tinh thần đoàn kết với người dân Cộng hòa Dân chủ Đức trong cuộc tổng bãi công ngày 17/6/1953 tại Đông Berlin.
Từ năm 1954-1969 Hội nghị diễn ra tại Berlin. Điều này dẫn tới sự phản đối của Cộng hòa Dân chủ Đức. Ngày 5/3/1969 Liên Xô cho máy bay MiG 21 lượt trên bầu trời Tây Berlin.
Sau khi Hiệp định 4 bên về Berlin (3/6/1972) giữa ngoại trưởng 4 nước Liên Xô, Anh, Pháp, Hoa Kỳ;Hiệp định 4 bên về Berlin yêu cầu Hội nghị Liên bang tiếp tục diễn ra tại Bonn. Sau khi nước Đức thống nhất, Hội nghị tổ chức tại Berlin. Từ năm 1994 đến nay, Hội nghị tổ chức tại tòa nhà Reichstag.
Hội nghị Liên bang được lập gần đây nhất khi bầu Tổng thống Joachim Gauck (18/3/2012).

### Danh sách các cuộc bầu cử
|     | Ngày      | Địa điểm                   | Tổng thống Liên bang   | Đảng | Vòng | Số phiếu      | %      |
| --- | --------- | -------------------------- | ---------------------- | ---- | ---- | ------------- | ------ |
| 1.  | 12/9/1949 | Bonn – Bundeshaus          | Theodor Heuss          | FDP  | II   | 416 trên 804  | 51,7 % |
| 2.  | 17/7/1954 | Berlin – Ostpreußenhalle   | Theodor Heuss          | FDP  | I    | 871 trên 1018 | 85,6 % |
| 3.  | 1/7/1959  | Berlin – Ostpreußenhalle   | Heinrich Lübke         | CDU  | II   | 526 trên 1038 | 50,7 % |
| 4.  | 1/7/1964  | Berlin – Ostpreußenhalle   | Heinrich Lübke         | CDU  | I    | 710 trên 1042 | 68,1 % |
| 5.  | 5/3/1969  | Berlin – Ostpreußenhalle   | Gustav Heinemann       | SPD  | III  | 512 trên 1036 | 49,4 % |
| 6.  | 15/5/1974 | Bonn – Beethovenhalle      | Walter Scheel          | FDP  | I    | 530 trên 1036 | 51,2 % |
| 7.  | 23/5/1979 | Bonn – Beethovenhalle      | Karl Carstens          | CDU  | I    | 528 trên 1036 | 51,0 % |
| 8.  | 23/5/1984 | Bonn – Beethovenhalle      | Richard von Weizsäcker | CDU  | I    | 832 trên 1040 | 80,0 % |
| 9.  | 23/5/1989 | Bonn – Beethovenhalle      | Richard von Weizsäcker | CDU  | I    | 881 trên 1038 | 84,9 % |
| 10. | 23/5/1994 | Berlin – Reichstagsgebäude | Roman Herzog           | CDU  | III  | 696 trên 1324 | 52,6 % |
| 11. | 23/5/1999 | Berlin – Reichstagsgebäude | Johannes Rau           | SPD  | II   | 690 trên 1333 | 51,7 % |
| 12. | 23/5/2004 | Berlin – Reichstagsgebäude | Horst Köhler           | CDU  | I    | 604 trên 1204 | 50,1 % |
| 13. | 23/5/2009 | Berlin – Reichstagsgebäude | Horst Köhler           | CDU  | I    | 613 trên 1224 | 50,1 % |
| 14. | 30/6/2010 | Berlin – Reichstagsgebäude | Christian Wulff        | CDU  | III  | 625 trên 1242 | 50,3 % |
| 15. | 18/3/2012 | Berlin – Reichstagsgebäude | Joachim Gauck          | –    | I    | 991 trên 1228 | 80,7 % |